# Corpo dei cadetti della Marina (Russia)

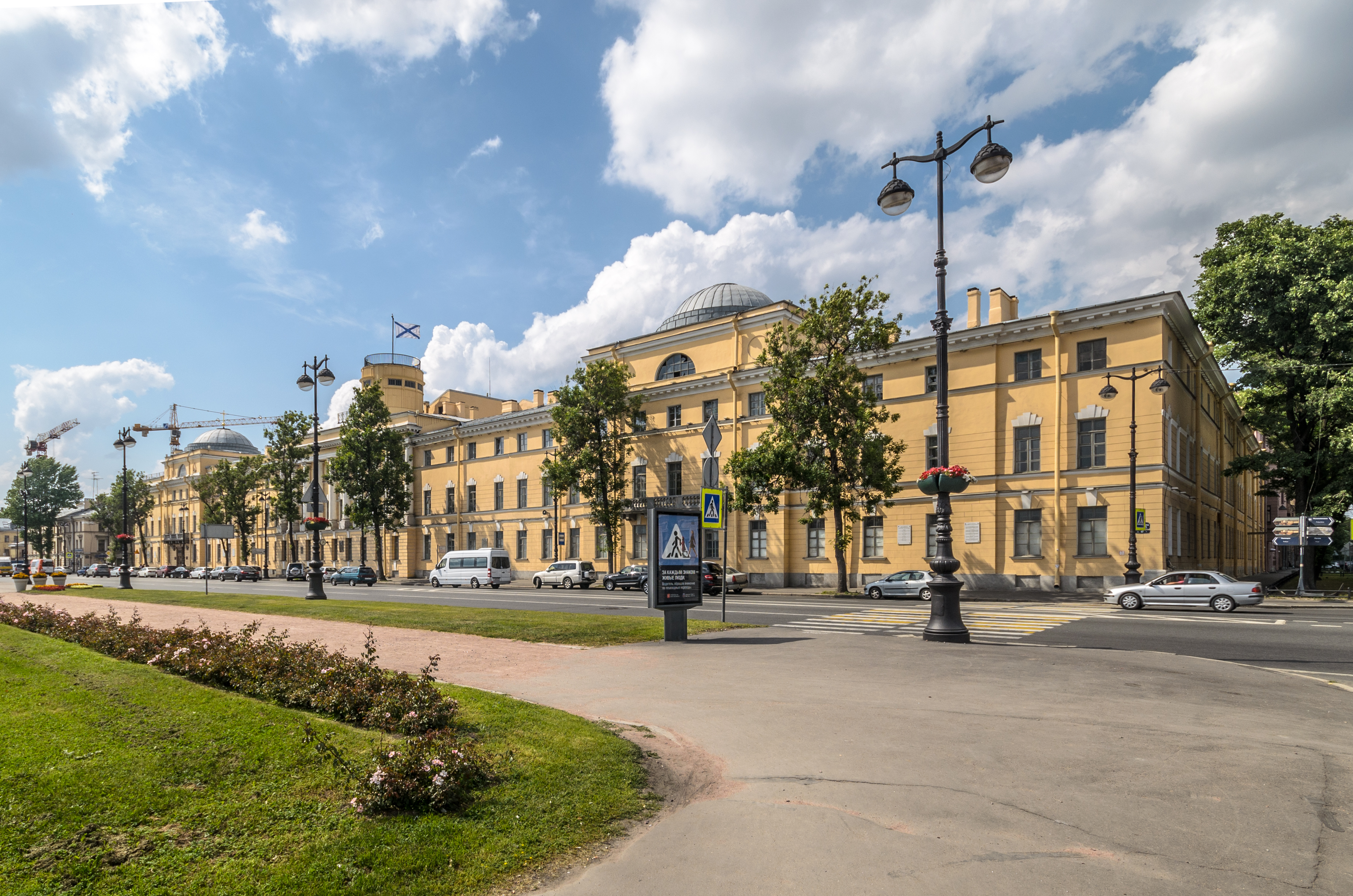
La sede dell'istituto nel 2014

Il Corpo dei Cadetti della Marina (russo: Морской кадетский корпус, traslitterato: Morskoj kadetskij korpus) è la più antica istituzione educativa militare della Marina russa. Dal suo 300º anniversario, il 25 gennaio 2001, è stato ufficialmente nominato Corpo dei Cadetti Navali di Pietro il Grande - Istituto Navale di San Pietroburgo (russo: Морской корпус Петра Великого — Санкт-Петербургский военно-морской институт, traslitterato: Morskoj korpus Petra Velgogo - Sankt-Peterburgskij Voennno-Morskoj Institut). La sede dell'istituto è a San Pietroburgo, al terrapieno del tenente Schmidt.

## Storia

### Epoca imperiale
Il 14 gennaio (calendario giuliano, 25 gennaio calendario gregoriano) 1701 lo Zar Pietro il Grande fondò a Mosca la "Scuola di Navigazione" (russo: Навигацкую Школу; traslitterato: Navigačkuju Školu) o meglio la "Scuola di Scienze Matematiche e della Navigazione" (cirillico: Школу Математических и Навигацких наук, traslitterato: Školu Matematičeskich i Navigačkich Nauk) situata nella torre Sucharev. La sua fondazione avvenne nell'anno in cui iniziò la Grande guerra del Nord (1701-1721). Nell'agosto 1715, Pietro I ordinò il trasferimento della "Scuola di scienze matematiche e della navigazione" a San Pietroburgo, ma a causa del gran numero di allievi, solo gli allievi delle classi superiori furono trasferiti a San Pietroburgo, mentre le classi inferiori rimasero a Mosca, sotto il nome originale di "Scuola di Navigazione". Le classi superiori trasferite a San Pietroburgo e l'istituto assunse la denominazione di Accademia della Guardia Navale. Pietro il Grande seguì da vicino l'organizzazione e il programma di studi. Nel 1732 la sede è stata trasferita al Palazzo Menšikov, che era stato confiscato ad Aleksandr Danilovič Menšikov ex favorito dello zar caduto in disgrazia. La data del 17 febbraio (calendario giuliano, 28 febbraio calendario gregoriano) 1732, giorno delle prime lezioni, è considerata quella di fondazione della nuova accademia. Quell'anno gli studenti erano cinquantasei. Il suo primo direttore fu un francese, il barone di Saint-Hilaire. A metà del XVIII secolo in Russia c'erano tre istituzioni educative che formavano gli specialisti per la flotta imperiale: la "Scuola di Navigazione" di Mosca, l'Accademia Navale e la "Compagnia dei guardiamarina". Il 15 dicembre (calendario giuliano, 26 dicembre secondo il calendario gregoriano) 1752, con decreto della zarina Elisabetta Petrovna l'istituto è stato ribattezzato "Corpo navale dei cadetti della nobiltà" e comprendeva 360 studenti; La "Scuola di Navigazione" e la "Compagnia dei Guardiamarina" furono abolite. Il nome indicava che l'istituto scolastico era destinato a persone di nobile origine. Ogni anno venivano stanziati 46.561 rubli per la manutenzione dell'edificio.
Gli studenti delle classi superiori erano chiamati "Guardiamarina" e quelli delle due classi più giovani erano chiamati "cadetti". Il corpo navale si trova nei locali del Palazzo Münnich, nell'isola Vasil'evskij Lungoneva Tenente Schmidt. Dieci anni dopo, il corpo fu ribattezzato "Corpo dei cadetti della marina" o "Corpo dei cadetti navali". Tutti gli edifici bruciarono nel 1771, durante la peste russa del 1770-1772, e l'istituzione fu trasferita a Kronštadt, dove rimase fino al 1796.
Lo Zar Paolo I, che mantenne il titolo di ammiraglio generale al momento della sua ascesa al trono, nel novembre 1796 espresse il desiderio "che la culla della flotta, il "Corpo dei cadetti della Marina", si avvicinasse all'Ammiragliato generale e ordinò che il "Corpo dei cadetti della Marina" fosse trasferito a San Pietroburgo, nel luogo in cui si trova attualmente. L'edificio costruito nel primo quarto del XVIII secolo, venne poi ricostruitao per il "Corpo dei cadetti navali" nel 1796-1798, secondo il progetto dell'architetto Fёdor Ivanovič Volkov e all'interno dell'edificio fu consacrata una chiesa in onore di San Paolo il Confessore. Di fronte all'edificio c'è un monumento all'ammiraglio Krusenstern, che fece il primo giro del mondo su una nave russa. Nel 1873 ebbe luogo l'inaugurazione di questo monumento, realizzato dallo scultore Ivan Nikolaevič Šreder e dall'architetto Ippolit Antonovič Monighetti.
Gli allievi erano cinquecentocinque nel 1826 e il mantenimento ammontava a 341.565 rubli. Nel 1827 furono creati i corsi per ufficiali che nel 1862 furono trasformate nel nuovo "Corso accademico di Scienze Navali", ribattezzato nel 1877 nella "Accademia Navale Nicolaev", antesignana dell'attuale Accademia Militare Navale oggi intitolata all'ammiraglio della flotta dell'Unione Sovietica Nikolaj Gerasimovič Kuznecov.
Durante la riforma generale delle istituzioni educative militari nel 1860 il "Corpo dei cadetti della Marina" fu ribattezzato "Scuola Navale"  e ricevette un nuovo statuto nel 1867, recuperando il suo vecchio nome di "Corpo dei Cadetti Navali" nel 1891 e riorganizzato, nel 1894, con sei classi di 320 studenti. Le prime tre classi fanno parte del ciclo comune e le tre classi superiori fanno parte del ciclo specialistico. Per accedere alle classi base comuni era necessario aver completato con successo tre classi di istruzione generale o possedere il livello richiesto. L'accesso alla scuola avveniva tramite esame. Dal 1894 il diritto di ammissione fu concesso esclusivamente ai figli degli ufficiali di marina e degli eredi della nobiltà. La scuola era sotto l'amministrazione del Ministero della Marina. I guardiamarina che terminavano gli studi, se avevano completato con successo i corsi teorici e pratici, venivano elevati nell'autunno successivo, dopo un viaggio di studio, al grado di mičman. Coloro che non superavano gli esami pratici e mostravano scarsa abilità marinara e impreparazione per il servizio navale venivano congedati con il grado di podporučik dell'Ammiragliato o ricevevano il grado civile di X classe della tavola dei ranghi.
All'inizio del XX secolo il nome dell'istituto cambiò più volte: 
- Corpo dei Cadetti della Marina (11 febbraio 1891 - 20 dicembre 1906)
- Corpo Navale (20 dicembre 1906 - 6 novembre 1914)
- Corpo navale dello Zarevič l'Erede di Sua Maestà Imperiale (6 novembre 1914 - 3 marzo 1916)
- Scuola Navale (14 settembre 1916 - 9 marzo 1918).

Nel 1912 si tenne la prima competizione sportiva tra gli allievi. L'edificio conteneva una galleria d'arte e un museo con modelli di navi famose. All'inizio della prima guerra mondiale, nel corpo furono addestrati 756 cadetti e guardiamarina, tra cui i granduchi Andrej Aleksandrovič  e Fëdor Aleksandrovič. 
In seguito alla rivoluzione d'ottobre il Corpo dei Cadetti della Marina chiuse i battenti all'inizio del 1918.
A seguito del Grande esodo russo del 1920, il Corpo Navale, che comprendeva 60 tra ufficiali e istruttori, 110 cadetti e 235 guardiamarina, arrivò nella città di Biserta in Tunisia. Il "Corpo Navale" si stabilì a Biserta a partire dal 13 gennaio 1921 e il giorno di Capodanno del 1923 venne ufficialmente ribattezzato "Orfelinat" (Casa dell'orfano) e fino al suo scioglimento, avvenuto il 25 maggio 1925, portava il nome di “Orfanotrofio di Jebel Kebir Sfayat” - "L’orphelinat russe"

### Epoca sovietica
Nel 1918 nei locali venne aperto un nuovo istituto, per la formazione degli ufficiali della nuova flotta Rossa degli operai e dei contadini e poi della marina sovietica, che dal 1926 al 1998 venne denominata "Scuola navale militare superiore Frunze", dal nome dell'ex commissario del popolo per la Marina, Michail Vasil'evič Frunze (1885-1925).

### Federazione russa
La "Scuola navale militare superiore Frunze" è stata fusa il 1 novembre 1998 con la "Scuola marittima navale superiore sommergibili Komsomol Lenin", creando l'Istituto navale di San Pietroburgo. Successivamente, il 25 gennaio 2001, in occasione del terzo centenario della fondazione della scuola militare, l'istituto cenne ribattezzato "Corpo dei cadetti navali di Pietro il Grande - Istituto navale di San Pietroburgo".
Attualmente a San Pietroburgo ci sono tre istituzioni dei cadetti navali: il Corpo dei cadetti navali di Pietro il Grande, il Corpo dei cadetti navali di Kronštadt e l'Accademia militare navale Kuznecov.
Il 4 settembre 2007, nell'ex Palazzo Menšikov, si è svolta una mostra dedicata al Corpo dei Cadetti della Marina.

## Festa
La festa del Corpo degli Allievi della Marina veniva celebrata il 6 novembre (nel calendario giuliano), festa di San Paolo il Confessore. La celebrazione consisteva in una cerimonia religiosa, seguita da una piccola parata militare e da un pasto a base di oca come portata principale. L'evento solitamente si chiudeva nel pomeriggio con un ballo di società. Il padrino del corpo, il granduca Aleksandr Michajlovič, era presente ogni anno.